# 브라질 농구 국가대표팀
브라질 농구 국가대표팀은 브라질의 농구 대표팀이다. FIBA 농구 월드컵 본선에는 18번 참가하여 4번의 대회에서 우승과 준우승을 2번씩 차지했고 FIBA 아메리컵 본선에는 18번 출전하여 4번의 우승과 2번의 준우승을 차지했으며 올림픽 농구 본선에는 15번 출전하여 동메달만 3개를 획득했다.

## 주요 선수
- 레안드루 바르보사 (워싱턴 위저즈)

## 같이 보기
- 브라질 여자 농구 국가대표팀